# 캉가나 라나우트
캉가나 라나우트(힌디어: कंगना राणावत, 영어: Kangana Ranaut, 1987년 3월 23일 ~ )는 인도의 배우, 영화 감독이다. 내셔널 필름 어워드 여우주연상 3회(2014년, 15년, 19년), 2014년 필름페어상 여우주연상 수상자이다.

## 출연 작품
- 마니카르니카: 잔시의 여왕 (2019)
- 심란 (2017)
- 랑군 (2017)
- 카티 바티 (2015)
- 타누 웨즈 마누 리턴스 (2015)
- 아이 러브 뉴 이어 (2015)
- 웅글리 (2014)
- 퀸 (2014)
- 라지조 (2013)
- 스피드 (2012)
- 게임 (2011)
- 더블 다마알 (2011)
- 타누 웨즈 마누 (2011)
- 원스 어폰 어 타임 인 뭄바이 (2010)
- 카이츠 (2010)
- 아이 프로미스 (2009)
- 패션 (2008)
- 지하철 인생 (2007)
- 갱스터 (2006)